# Casse-noisettes (personnage)
Pour les articles homonymes, voir Casse-noisette (homonymie).

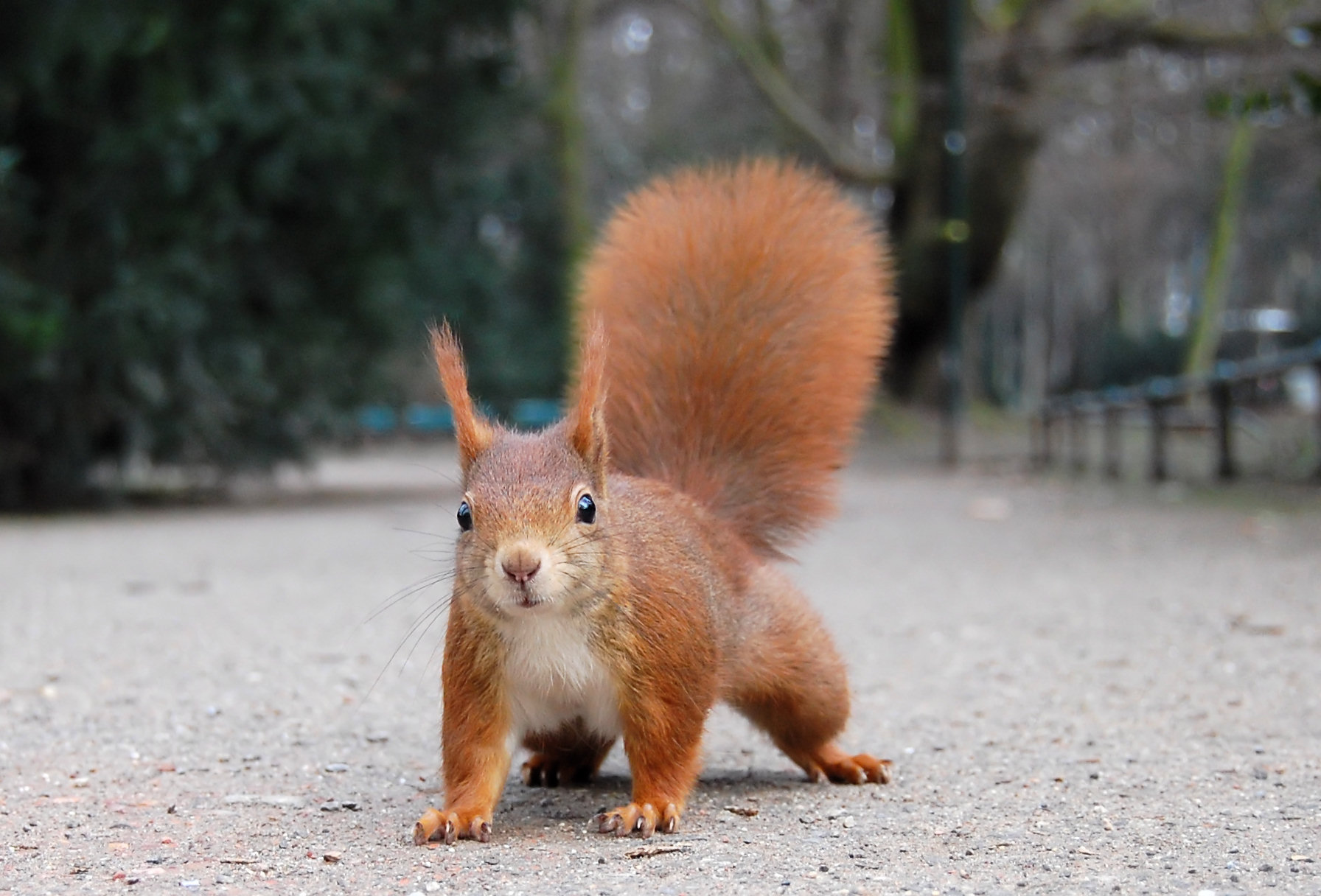
L'écureuil Casse-noisettes est anatomiquement assez éloigné de son modèle, l'écureuil roux. Tex Avery l'a doté d'un tempérament vif et d'un grain de folie.

Casse-noisettes (Screwball « Screwy » Squirrel en version originale) est un personnage de fiction créé par Tex Avery pour la Metro-Goldwyn-Mayer. Cet écureuil roux anthropomorphe et loufoque, avec sa truffe énorme, apparaît pour la première fois en 1944 dans le cartoon éponyme : Screwball Squirrel (Casse-noisettes et ses copains en version française). Écureuil fou, il prend le contre-pied des personnages convenables de Disney.

## Description
Casse-noisettes est un écureuil roux avec le ventre blanc, il est doté d'une très grosse truffe et a les yeux noirs. Très vif, il peut courir vite. 
Il a pour tête de turc et victime désignée un chien de garde pas très futé dénommé Meathead (tête de viande, autrement dit « abruti » ou « bas de plafond » en argot américain) : il l'assomme allègrement avec tout et n'importe quoi. 
Astucieux, roué, un brin pervers peut-être, jouant avec sa propre folie même s'il n'a rien d'un héros positif ou d'une mièvre image pour enfants sages. Ainsi, dans Casse-noisettes et ses copains (Screwball Squirrel, 1944), le premier opus de la série, un petit écureuil maniéré dessiné dans le plus pur style de Walt Disney se présente lors de l'introduction et annonce qu'il est le héros, avec tout un tas d'amis animaux débordant de bons sentiments... Casse-noisettes arrive alors, un énorme maillet dissimulé derrière son dos, et l'écoute d'un air patelin tout en l'entraînant, l'air de rien, derrière un arbre.... cacophonie de coups de marteau et de cris aigus, Casse-noisette ressort de derrière l'arbre, hilare, et annonce que très clairement le héros, c'est lui... et entame une poursuite échevelée au cours de laquelle il va persécuter sadiquement le chien Meathead.
Le ton est donné : le monde de Tex Avery n'est définitivement pas celui, plus politiquement correct, de son concurrent Disney.

## Voix
L'interprète de la voix originale est Wally Maher (en).
Son doublage français n'a été créé que dans les années 1990, lors du Happy Tex Avery ; c'était Éric Métayer qui faisait sa voix.

## Filmographie
- 1944 : Casse-noisettes et ses copains[3]  (Screwball Squirrel)[4]
- 1944 : Casse-noisette fait le fou (Happy-Go-Nutty)[4]
- 1944 : Casse-noisette s'amuse (Big Heel-Watha)[4]
- 1945 : Casse-noisette fait l'école buissonnière  (The Screwy Truant)[4]
- 1946 : Lenny s'ennuie (Lonesome Lenny)[4]